# Sandersoniomyces divaricatus
Sandersoniomyces divaricatus är en svampart som beskrevs av R.K. Benj. 1968. Sandersoniomyces divaricatus ingår i släktet Sandersoniomyces och familjen Laboulbeniaceae.   Inga underarter finns listade i Catalogue of Life.